# Sielsowiet Ostrów
Sielsowiet Ostrów (biał. Востраўскі сельсавет, ros. Островский сельсовет) – sielsowiet na Białorusi, w obwodzie brzeskim, w rejonie lachowickim, z siedzibą w Ostrowie.
Według spisu z 2009 sielsowiet Ostrów zamieszkiwało 2134 osób w tym 2019 Białorusinów (94,61%), 49 Rosjan (2,30%), 37 Polaków (1,73%), 15 Ukraińców (0,70%) i 14 osób innych narodowości.

## Miejscowości
- agromiasteczko:
  - Ostrów
- wsie:
  - Brzózki
  - Huta
  - Kuliki
  - Lubiejki
  - Padłazzie
  - Rohacze
  - Trzeciakowce
  - Tuchowicze
  - Zabierze
  - Zapole